# Nyctalus aviator
Nyctalus aviator is een zoogdier uit de familie van de gladneuzen (Vespertilionidae). De wetenschappelijke naam van de soort werd voor het eerst geldig gepubliceerd door Thomas in 1911.